# 朝鲜战争老兵纪念碑
朝鲜战争老兵（阵亡将士）纪念碑（英語：Korean War Veterans Memorial）于1995年建于华盛顿特区，为纪念朝鲜战争中阵亡的美军和联合国軍士兵。

## 纪念碑
建立一个这样的“朝鲜战争老兵（阵亡将士）纪念碑”是在越战纪念墙完成以后就被提起的。美国国会授权美国战争纪念委员会建立这样一个纪念物来表彰那些曾经在朝鲜为国家服务过的美国男女公民（公法99-572于1986年10月28日立案）。当时的总统罗纳德·里根随即指定了一个朝鲜战争纪念墙顾问小组来帮助这项工作的推行。1988年9月，美国战争纪念委员会批准了计划中的纪念墙所在地华盛顿特区的國家廣場的南侧，林肯紀念堂的西南侧。 老布什总统1992年6月14日为纪念园区奠基。1995年7月27日，韩战停战协定42周年日，克林顿总统和韩国总统金泳三出席揭幕。这是由“朝鲜战争的退伍军人纪念顾问委员会和美国战争纪念物委员会”设计管理的建筑。现在，该纪念馆的管理，移交给国家公园管理局，（国家广场和历史纪念公园组）。

### 军队统计
在水池旁的纪念碑旁刻着阵亡士兵数目
- 死亡 — 美国：54,246[2]，联合国：(1) 628,833
- 负伤 — 美国：103,284，联合国：1,064,453.
- 俘虏 — 美国：7,140，联合国：92,970.
- 失踪 — 美国：8,177[3]，联合国：470,267.

### 創作設計

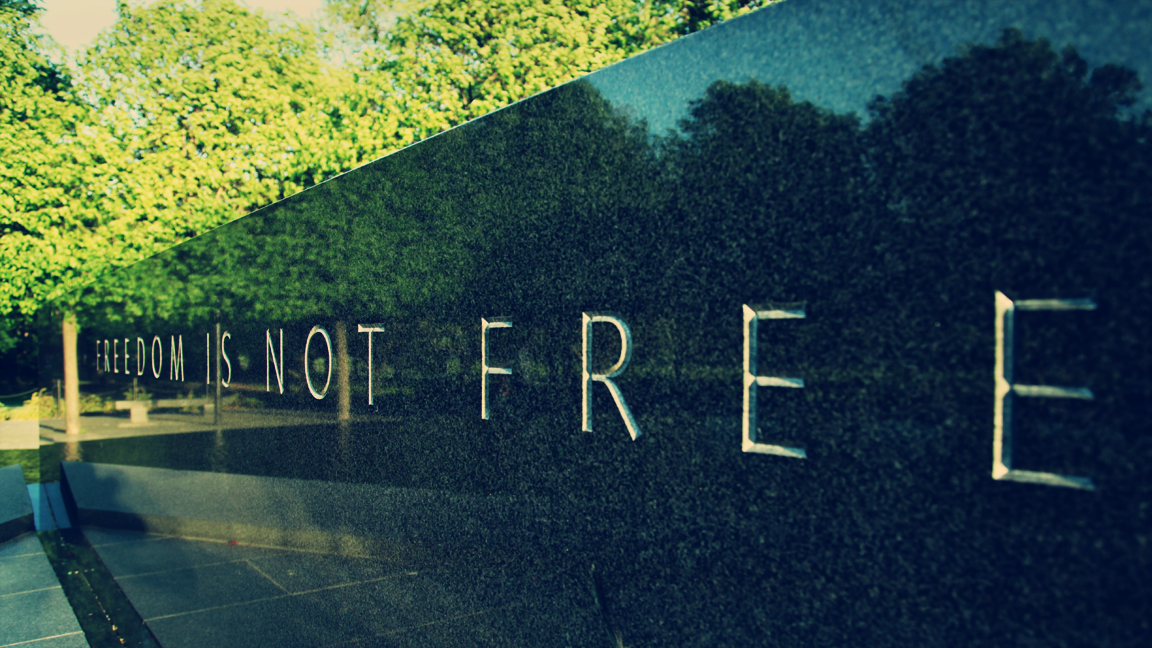
自由並不是免費的

這個紀念碑建於三角形的內圈牆中，牆長約50公尺，厚約20公分，由加州運來超過100噸的Academy Black的黑色花崗岩，有超過2500幅攝影或者檔案照片以噴砂的方式呈現在牆上。
三角內圈中有19座Frank Gaylord設計的不鏽鋼雕像，每座都比真實的尺寸大一些，大約是221公分到229公分高，每座重約500公斤。這些圖像代表的是成列的士兵，均由武裝而成的士兵形象而來。有14位來自於美國陸軍，三位來自於美國的海軍陸戰隊，一位來是海軍的醫護官，以及一位是空軍的觀察員。他們均著了戰備衣著，以杜松與大理石碑排成一列，代表了高低不平的韓國地形。
反射在牆上，就會出現38位士兵，代表了北緯38度線。在雕像的北邊是個通道，形成了一邊的三角形。其次，在南邊有164英尺長的花崗岩牆第，是由Louis Nelson所建立的，將士兵的圖像還有戰爭時候的設備與相關人物均噴沙上去。這形成了三角形的第二邊，第三邊則是便對著林肯紀念堂，是個開放性的缺口。
雕像與通道的北邊則是聯合國牆，是一列列出在韓戰時期在醫療幫助上有貢獻的22個聯合國成員國。

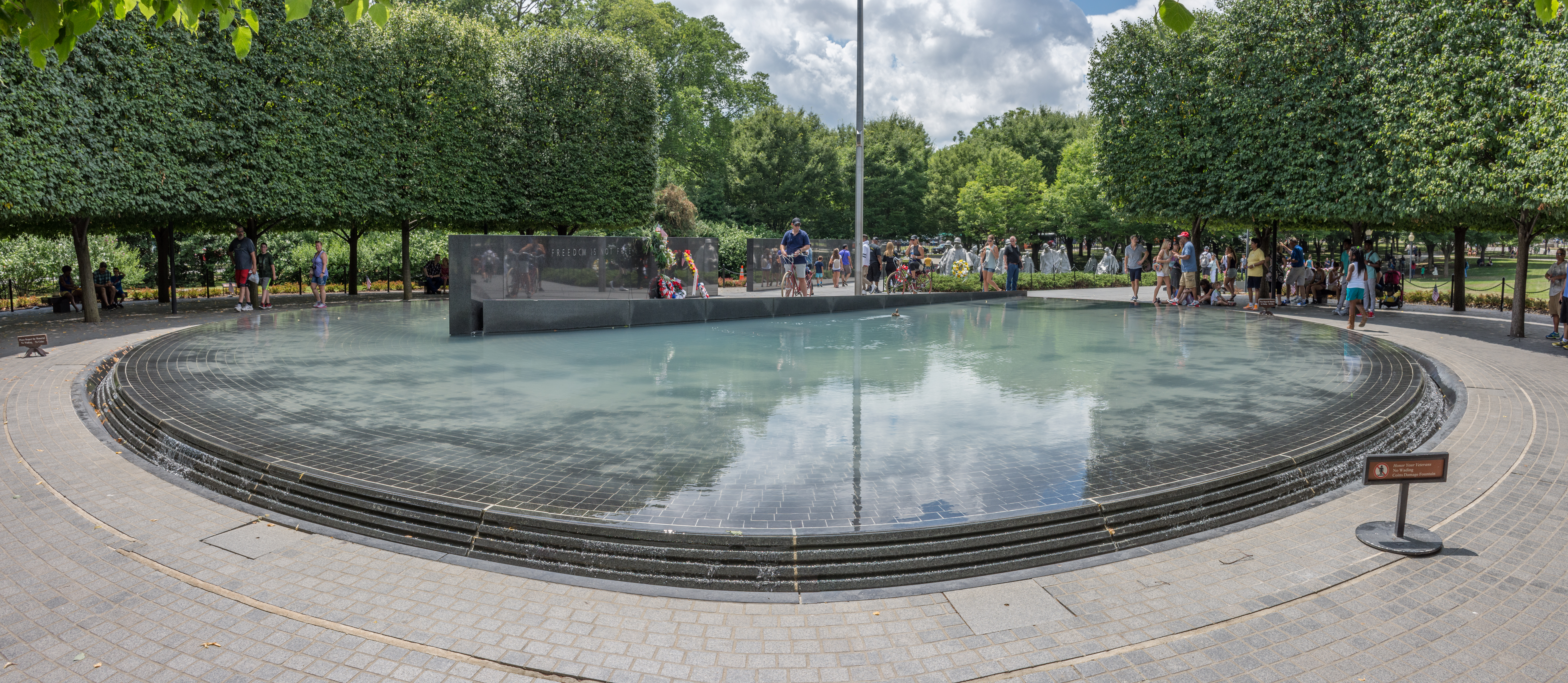
紀念池

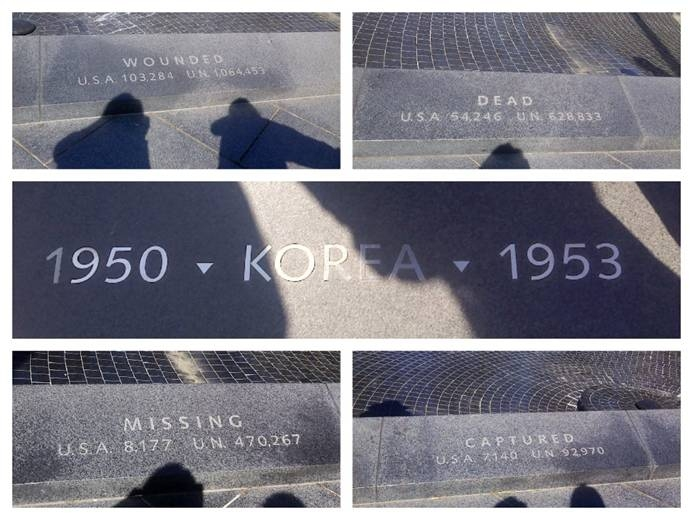
紀念池銘刻的人數

圈圈內包含了一個紀念池（Pool of Remembrance），是個直徑9公尺的黑色花崗石淺池，並且被一道樹木與樹離所包圍。銘刻死亡、受傷、失蹤者與被囚禁者的人數，並且刻上 “我們國家以那些為了徵召到他/她們從來都不認識的國家以及人民而抵抗的子民為榮”。此外，在右方的美國士兵旁則是聯合國軍隊，紀念碑的南方則是南韓的國花木槿，另外一面花崗岩牆壁則寫著“Freedom is not free”（自由不是免費的）。

## 外部連結
- Official NPS website: Korean War Veterans Memorial （页面存档备份，存于）
- Trust for the National Mall: Korean War Memorial
- 15 photos at "Sites of Memory" （页面存档备份，存于）
- Evocative photo of the Memorial in weather worthy of waterproof clothing （页面存档备份，存于）
- View of the memorial's statues, with the Lincoln Memorial in the background （页面存档备份，存于）
- Smithsonian Database on the Memorial （页面存档备份，存于）
- War Memorial of Korea
- Gaylord vs. U.S., United States Court of Federal Claims, April 22, 2011
- Korean War Veterans Memorial Photo Collection